# Jeu de bouteille
Pour le jeu de société informel, voir Jeu de la bouteille.
Pour plus de détails, voir Fiche technique et Distribution.
Jeu de bouteille (Spin the Bottle) est un film d'horreur américain réalisé par Gavin Wiesen et écrit par John Cregan, sorti en 2024. 
Le film met en vedette Tanner Stine, Kaylee Kaneshiro, Tony Amendola, Ryan Whitney, Hal Cumpston, Angela Halili, Samantha Cormier, Ali Larter et Justin Long.

## Synopsis
Lors d’une soirée entre adolescents, un jeu de « Action ou vérité ? » tourne au cauchemar. Le groupe découvre peu à peu que leurs secrets passés sont liés à une force surnaturelle déterminée à se venger.

## Fiche technique
- Titre : Jeu de bouteille
- Titre original : Spin the Bottle
- Réalisation : Gavin Wiesen

## Distribution
- Tanner Stine (en) (VF : Aurélien Raynal) : Cole Randell
- Kaylee Kaneshiro (VF : Marion Gress) : Kasey Stanton
- Justin Long (VF : Vincent Bonnasseau) : le shérif Stanton
- Ali Larter (VF : Laëtitia Laburthe Tolra) : Maura Randell
- Christopher Ammanuel (VF : Baptiste Marc) : Travis
- Ryan Whitney : Mila Jayne
- Angela Halili (VF : Esthèle Dumand) : Sophie
- Samantha Cormier : Lorelai Randell
- Hal Cumpston (en) (VF : Maxime Baudouin) : Westin
- Tony Amendola : le père Harris

 Source et légende : version française (VF) sur RS Doublage

## Production
Le tournage s’est achevé en septembre 2022. L’annonce a été faite dans un article de Deadline Hollywood, précisant que Justin Long et Ali Larter figuraient parmi les têtes d'affiche du projet réalisé par Gavin Wiesen.

## Sortie
Spin the Bottle est sorti aux États-Unis en vidéo à la demande le 4 octobre 2024.

## Accueil critique
Tyler Doupe du site Dread Central a attribué au film une note de deux étoiles et demie sur cinq, estimant que même la présence de Justin Long ne parvenait pas à sauver le film.